# Lo Seixol
Lo Seixol és un indret del terme municipal de Tremp, al Pallars Jussà, dins de l'antic terme de Fígols de Tremp.
Està situat al nord de la carretera C-1311, al nord-est del poble de Fígols de Tremp. És el territori que queda comprès entre els barrancs de Torricó, al nord, i de Cambranal, al sud.